# جيمس بيلنغز
جيمس بيلنغز (بالإنجليزية: James Billings)‏ هو مغني أوبرا ومغني أمريكي، ولد في 1932.

## وصلات خارجية
- جيمس بيلنغز على موقع IMDb (الإنجليزية)
- جيمس بيلنغز على موقع ميوزك برينز (الإنجليزية)
- جيمس بيلنغز على موقع قاعدة بيانات برودواي على الإنترنت (الإنجليزية)